# Somewhere in the Real World
Somewhere in the Real World è il terzo album in studio della cantante australiana Vanessa Amorosi, pubblicato nel 2008.

## Tracce
1. Start It
2. Perfect
3. A Little Love
4. Kiss Your Mama!
5. The Simple Things (Something Emotional)
6. Somewhere in the Real World
7. 19 Turning Point
8. Send Me the Manual
9. I Thought We'd Stay Together
10. My House
11. My Problem Is You
12. I Want Your Fire
13. Who Am I?